# Telequartz
Grupo Telequartz de Companhias de Minérios, fundado na década de 1920 por João Cosac, é um grupo brasileiro minerador e exportador de grande porte, líder mundial na exportação de cristais de rocha e quartzo. A família Cosac fundou ainda outras mineradoras no Brasil como a Silica Sand, Mineral do Brasil e Santa-Rosa.

## Os cristais de quartzo
Os cristais de quartzo não são utilizados somente para fins ornamentais, para fabricação de jóias, estátuas, lustres, copos e taças e na moda em confecção de roupas...  São  amplamente usados como matéria prima base da indústria moderna, utilizados em larga escala produção de energia, construção civil, cosméticos, informática, computadores, telecomunicação, eletroeletrônicos, na indústria bélica, ótica e aeroespacial. Para fabricação de medidor de pressão, microfone, isqueiro elétrico, alarme antifurto, agulha toca discos, aparelhos de ultrassom, baterias solares, fibra óptica, lentes, relógios, osciladores, armas, reatores, plásticos, foguetes, radares, aeronaves, areia para moldes de fundição, saponáceos, lixas, circuitos integrados, filtros, bulbos para lâmpadas, papel, inseticidas, borrachas, silicones, cerâmicas, ligas, tintas, esmaltes, vidros, aços, abrasivos, lasers, isolamentos térmicos, resinas, semicondutores, materiais refratários, porcelanas, cimentos, pisos sintéticos...

## O grupo
Controlado pelo primogênito do fundador, Nazir João Cosac, que transformou o grupo em uma potência internacional, mesmo trabalhando com outros tipos de minério e com capital inteiramente brasileiro, o grupo especializou-se no mercado de cristal de quartzo, sendo a primeira empresa brasileira a exportar quartzo para a América do Norte.
O grupo chegou a ter mais de 8.000 colaboradores diretos, outros milhares de trabalhadores indiretos, exportando toneladas principalmente para os mercados norte-americano, europeu e asiático, alcançou a liderança mundial neste setor. Aviões próprios faziam a logística da mercadoria pelo território brasileiro com modelos menores como Cessnas e Senecas, até aviões de maior porte como Navajo e King Air. Entre seus clientes destacam-se gigantes capitalistas como Samsung, Swarovski e Concorde.Com a maior infraestrutura do gênero; sede matriz na região portuária do Rio de Janeiro e minas espalhadas por três estados brasileiros; Bahia, Goiás e Minas Gerais. O grupo criou um laboratório de pesquisas do uso piezoelétrico e energético do quartzo criando tecnologia própria em sua unidade de Pequeri, Minas Gerais, (atual mineração Santa-Rosa), uma usina processadora de quartzo, desenvolveu com tecnologia própria o “Zetasil”, que é um produto derivado do quartzo, usado em “cargas” (tintas, isolamentos térmicos, resinas, abrasivos, porcelanas finas, fritas), “vidros óticos” (lentes, encapsulamentos para circuitos integrados), “quartzo fundido” (bulbos para lâmpadas, vidros para laboratório, vidros especiais resistentes à alta temperatura e ação de ácidos). Em Goiás o grupo possui a mina Santa Rita, a maior mina de quartzo do Brasil, e garimpos espalhados por todo o estado, principalmente, na região do município de Cristalina. Já na Bahia, a maior parte de seus garimpos estão nas redondezas do município de Oliveira dos Brejinhos, onde o grupo foi pioneiro em tal atividade.As jazidas e estoques na Serra do Cabral , em Minas Gerais, bem como nos municípios vizinhos de Joaquim Felício, Augusto de Lima e Buenópolis, abastecem a sede-matriz da empresa com quartzito e cristal de rocha (ou quartzo hialino), que é uma variedade cristalina de quartzo, incolor e transparente. É a variedade mais pura do quartzo.O grupo garimpava ainda em outros municípios mineiros como  Capelinha, Olhos-d'Água, Cabras e Bom Jesus do Amparo, onde fundaram a mineradora Silica Sand.

## No setor industrial
A incursão do grupo no setor industrial ocorre na década de 70 ao financiar a fábrica X-tal do Brasil em parceria com o governo durante a ditadura militar. Em 1988 fez uma joint venture com a Companhia Vale do Rio Doce, para a criação de uma usina de quartzo em Minas Gerais, na época, orçada em U$ 20 milhões, onde cada empresa detinha metade do empreendimento. O material produzido foi usado em certas lâmpadas e em tubos pré-fabricados para fibra óptica.

## Curiosidades
- A Telequartz possui pedras expostas em várias partes do mundo, a mais emblemática é um quartzo  de altíssima pureza exposta no British Museum, Londres, Inglaterra.